# Amolops spinapectoralis
Amolops spinapectoralis és una espècie de granota que viu al Vietnam i que està amenaçada d'extinció per la destrucció de l'hàbitat.